# Aubrey FitzClarence, 4. Earl of Munster
Aubrey FitzClarence, 4. Earl of Munster, (* 7. Juni 1862 in Kensington, London; † 1. Januar 1928) war ein britischer Peer und Urenkel von König William IV. und seiner Mätresse Dorothea Jordan.

## Leben
Aubrey FitzClarence wurde als Sohn von William FitzClarence, 2. Earl of Munster (1824–1901) und Wilhelmina Kennedy-Erskine (1830–1906). Seine Eltern waren Cousins und er war somit über beide Elternteile der Urenkel von William IV. Sein Großvater väterlicherseits George FitzClarence, 1. Earl of Munster und seine Großmutter mütterlicherseits Lady Augusta FitzClarence waren Geschwister.
Aubrey wurde als vierter Sohn von neun Kindern geboren. Seine beiden älteren Brüder Edward und Lionel starben, bevor sie volljährig wurden. Edward starb mit 14 Jahren und Lionel als Kleinkind. Geoffrey FitzClarence, 3. Earl of Munster, der dritte Bruder erbte das Earldom und die weiteren Titel als sein Vater 1901 starb.
Als der dritte Earl neun Monate später am 2. Februar 1902 kinderlos starb, erbte Aubrey die Titel Earl of Munster, Viscount FitzClarence und Baron Tewkesbury. Aubrey hielt von 1885 bis 1901 das Amt eines Gentleman Usher-in-Ordinary von Queen Victoria und von 23. Juli 1901 bis 7. Februar 1902 von König Edward VII.

## Tod
Aubrey starb unverheiratet im Alter von 65 Jahren. Sein Neffe Geoffrey FitzClarence folgte ihm als 5. Earl of Munster nach.